# Павлищево (Ізносковський район)
Павлищево (рос. Павлищево) — присілок в Ізносковському районі Калузької області Російської Федерації.
Населення становить 18 осіб. Входить до складу муніципального утворення Село Шанський Завод.

## Історія
Від 2004 року входить до складу муніципального утворення Село Шанський Завод

## Населення
| 2002 | 2010 |
| ---- | ---- |
| 33   | ↘18  |